# Alfred Morel-Fatio
Alfred Paul Victor Morel-Fatio (Estrasburgo, 9 de enero de 1850 – Versalles, 10 de octubre de 1924) fue un hispanista francés.

## Biografía
Alfred Morel-Fatio nació en Estrasburgo, el año 1850, y murió en Versalles el año 1924. Fue un hispanista francés y, con Mérimée, un gran impulsor del hispanismo en Francia, así como el creador del término hispanista en 1879. Se educó en la École des chartes, en París. Entre 1875 y 1880 estuvo encargado del departamento de manuscritos de la Bibliothèque nationale de París; durante ese periodo realizó su excelente Catálogo de manuscritos españoles y portugueses de la Biblioteca nacional. Los siguientes cinco años fue profesor de la École supérieure des Lettres en Argel. En 1885 volvió a Francia y aceptó la cátedra de Lengua y literatura de Europa del Sur en el Collège de France. En 1894 fue lector tayloriano en la Universidad de Oxford. Fue elegido miembro correspondiente de la Real Academia Española, y Caballero de la Orden de Carlos III; en su país fue miembro del Instituto de Francia (1910) y caballero de la Legión de Honor. Desde 1874 Morel-Fatio contribuyó activamente en la revista Romania, y desde 1899 fue uno de los directores del Bulletin hispanique. Sostuvo una interesante correspondencia con el poeta parnasianista francés José María de Heredia, que ha sido publicada en lo que toca a este último: Lettres inédites de José Maria de Heredia à Alfred Morel-Fatio publiées et annotées par Jean Lemartinel (Villeneuve d'Ascq: Publications de l'Université de Lille III, 1975)
Entre sus obras más señaladas cabe destacar España en los ss. XVI y XVII publicada en 1878, y Estudios sobre España, que vio la luz entre los años 1888-1925.

## Obras

### Traducciones
- Grammaire des langues romanes de Friedrich Diez (1874-76)
- La Vie de Lazarillo de Tormes / La Vida de Lazarillo de Tormes.Traduction de A. Morel-Fatio. Introduction de Marcel Bataillon. Paris: Auber Editions Montaigne, 1958

### Ediciones
- L'Hymne sur Lépante publié et commenté par Alfred Morel-Fatio. Paris: A. Picard et fils, 1893
- Chronique des rois de Castille: 1248-1305 Jofré de Loaisa; publiée par Alfred Morel-Fatio. Paris, 1898 (Nogent-le-Rotrou: Imprimerie Daupeley-Gouverneur)
- El Libro de exenplos por a.b.c. de Clemente Sánchez de Vercial notice et extraits par Alfred Morel-Fatio Paris, 1878 (Nogent-le-Rotrou: Imprimerie de A. Gouverneur, G. Daupeley)
- El mágico prodigioso: comedia famosa de Pedro Calderón de la Barca; publiée d'après le manuscrit original de la Bibliothèque du Duc dOsuna... une introduction, des variantes et des notes par Alfred Morel-Fatio Heilbronn: Henninger Frères, Libraires-Editeurs; Paris: F. Vieweg; Madrid: Lib. de M. Murillo, 1877.
- Libro de los fechos et conquistas del Principado de la Morea: Chronique de Morée aux XIII et XIV compilado por comandamiento de Don Fray Johan Fernández de Heredia; publiée et traduite pour la première fois pour la Société de l´Orient latin par Alfred Morel-Fatio Genève, 1885 (Imprimerie Jules-Guillaume Fick)
- Conde de Fernán Núñez, Vida de Carlos III escrita por Carlos José Gutiérrez de los Ríos, VI Conde de Fernán-Núñez; publicada con la biografía del autor, apéndices y notas por A. Moreal-Fatio y A. Paz y Melia; y un prólogo de Juan Valera Madrid: Librería de los Bibliófilos, 1898.
- Relación del Viaje Hecho por Felipe II, en 1585, a Zaragoza, Barcelona y Valencia, escrita por Henrique Cock, Publicada de Real Orden por Alfredo Morel-Fatio y A. Rodríguez Villa. Madrid, Impr., Estereotipia y Galv. de Aribau, 1876.
- Mantua Carpentana heroice descripta: descripción de Madrid compuesta a fines del siglo XVI en exámetros latinos por Enrique Cock y publicada por vez primera con introducción y notas por A. Morel-Fatio y A. Rodríguez Villa Madrid, 1883 (Imp. de G. Hernando)
- Jornada de Tarazona hecha por Felipe II en 1592 pasando por Segovia, Valladolid, Palencia, Burgos, Logroño, Pamplona y Tudela recopilada por Enrique Cock; precedida de una introducción, anotada y publicada de Real Orden por Alfredo Morel-Fatio y Antonio Rodríguez Villa Madrid, 1879 (Imprenta y fundición de M. Tello)
- Lettres écrites de Madrid en 1666 et 1667 par Muret Paris: chez Alph. Picard, libraire, 1879 (imprimé par les Éditeurs Bonnedame et Fils)
- Mémoires de la cour d'Espagne de 1679 à 1681. Marquis de Villars; publiés et annotés par M.A. Morel-Fatio; et précédés d'une introduction par le marquis de Vogüé Paris: E. Plon, Nourrit et Cie imprimeurs-éditeurs, 1893

### Estudios
- L'Espagne au XVIe et au XVIIe siècle. Documents historiques et littéraires. Publiés et annotés par Alfred Morel-Fatio (Paris, 1878). Contiene: Memoria presentada al rey Felipe II por Iñigo López de Mendoza justificando la conducta en la campaña de Granada dirigida contra los moriscos en 1569. Cartas de Don Juan de Austria escritas desde los Países Bajos a D. Rodrigo de Mendoza y Conde de Orgaz. Relación del viaje a España de Camilo Borghese. Cartas de Antonio Pérez. Relación de la campaña en Bas-Palatinat en 1620 y 1621 por D.Francisco de Ibarra. Cancionero General de obras nuevas nunca hasta ahora impresas 1554. Academia burlesca celebrada por los poetas de Madrid en el Buen Retiro, 1637.
- Études de l'Espagne (3 vols., 1888-1904; segunda edición de los volúmenes I y II, 1895 y 1906)
- Études sur l'Éspagne Chartres: Imprimerie Durand, E. Bouillon, Libraire-Éditeur, 1904.
- Recueil des instructions données aux ambassadeurs de France en Espagne; Historiographie de Charles-Quint (1913)
- La comedia espagnole du XVIIe siècle: leçon d'ouverture Paris: Librairie Ancienne Honoré Champion, 1923, 2ª ed. rev.
- Catalogue des manuscrits espagnols et des manuscrits portugais Paris: Imprimerie Nationale, 1892.
- Vicente Noguera et Son. Discours sur la langue et les auteurs d’Espagne. Halle, Max Niemeyer, 1879.
- Rapport adressé à M. le Ministre de l'Instruction Publique sur une mission philologique à Valence; suivi d'une étude sur le "Livre des femmes", poème valencien du XVe siècle de Maître Jaume Roig Paris, 1885 (Nogent-le-Rotrou: Imprimerie Daupeley-Gouverneur)
- Calderon: revue critique des travaux d'érudition publiés en Espagne à l'occasion du second centenaire de la mort du poète: suivie de documents relatifs à l'ancien théâtre espagnol Paris: Librairie espagnole et américaine E. Denné, 1881 (Chartres: Imp. Durand frères)
- Mélanges de littérature catalane S.l.: s.n., s.a. (Nogent-le-Rotrou: Imprimerie Daupeley-Gouverneur)
- Revue du mouvement historique en Espagne Paris, 1877 (Imprimerie Gouverneur, G. Daupeley)
- Ambrosio de Salazar et l'étude de l'espagnol en France sous Louis XIII Paris: Alphonse Picard et Fils; Toulouse: Edouard Privat, 1900 (Toulouse: Imp. Douladoure-Privat)
- Le roman de Blanquerna: notice d'un manuscrit du XIVe siècle appartenant à la bibliothèque de E. Piot Paris, 1877 (Nogent-le-Rotrou: Imprimerie de A. Gouverneur, G. Daupeley)
- Notes et documents pour servir à l'histoire des juifs des Baléares sous la domination aragonaise du XIIIe au XVe siecle Paris: Société des études juives, 1882
- Rapport adressé à M. le Ministre de l'Instruction publique sur une mission philologique à Majorque Paris, 1882 (Nogent-le-Rotrou: Imprimerie Daupeley-Gouverneur)
- Recherches sur le texte et les sources du Libre de Alexandre Paris, 1875 (Nogent-le-Rotrou: Imprimerie de A. Gouverneur)

### Epistolario
- Epistolario de Morel Fatio y Menendez Pelayo. Prólogo y notas por Enrique Sánchez Reyes. Santander: Consejo Superior de Investigaciones Científicas. Sociedad de Menéndez Pelayo, 1953